# Patria (Unternehmen)
Patria (vollständig Patria Oyj) ist ein finnischer Rüstungskonzern und das größte Unternehmen des Landes im Verteidigungssektor.
Das Unternehmen produziert elektronische Systeme – unter anderem für die Luftraumüberwachung und die U-Jagd – und bietet verschiedene Dienstleistungen an. Im Bereich des Großgeräts fertigt Patria das Mörsersystem Patria NEMO sowie die gepanzerten Fahrzeuge Patria AMV und Patria 6×6.
Patria gliedert sich in die sechs Geschäftsbereiche Aviation (Wartung und Reparaturen an Luftfahrzeugen), Systems (Aufklärungs- und Überwachungssysteme), International Support Partnerships (Wartung, Ersatzteilgeschäft, technischer Support), Land (gepanzerte Fahrzeuge und Mörsersysteme), Aerostructures (Strukturelemente für die zivile und militärische Luftfahrt) und Millog (Wartung). Die Tochter Millog wird zu 61,8 % durch Patria gehalten und stellte mit einem Umsatzanteil von 44,2 % im Jahr 2021 den größten Geschäftsbereich dar.
Nach finnischem Recht ist das Unternehmen als „öffentliche Aktiengesellschaft“ (finnisch julkinen osakeyhtiö, Abk. oyj) registriert. Seine Anteile werden zu 50,1 % durch den finnischen Staat gehalten, die restlichen Anteile befinden sich im Besitz der norwegischen Kongsberg Defence & Aerospace AS. Patria hält seinerseits 50 % der Anteile am norwegischen Rüstungsunternehmen Nammo. Bis 2001 war Patria ein reiner Staatskonzern. Im Jahr 2001 veräußerte der finnische Staat 26,8 % der Anteile an die EADS, die die Beteiligung im Jahr 2014 an den finnischen Staat zurückverkaufte. 2016 stieg Kongsberg für einen Kaufpreis von 272 Millionen Euro mit einer Beteiligung in Höhe von 49,9 % bei Patria ein.